# Plounéour-Trez
Plounéour-Trez è stato un comune francese di 1 266 abitanti situato nel dipartimento del Finistère nella regione della Bretagna. Il 1º gennaio 2017 si è unito a Brignogan-Plages per formare il comune nuovo di Plounéour-Brignogan-plages.

## Società

### Evoluzione demografica
Abitanti censiti